# Meester van 1518

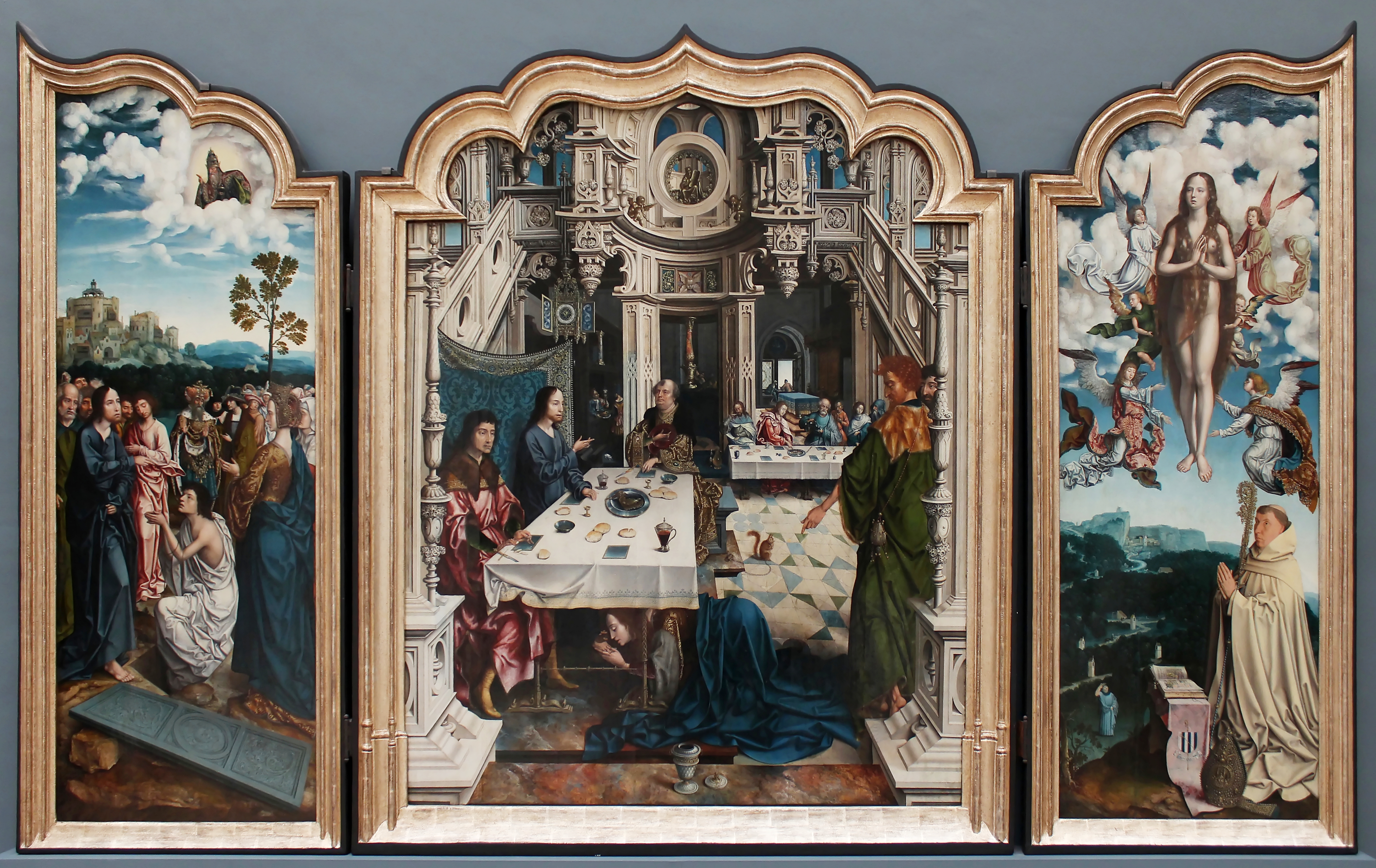
Triptiek van de abdij van Dielegem

De Meester van 1518 is een noodnaam voor een kunstschilder (of een groep van kunstschilders) uit Antwerpen die in het eerste deel van de 16e eeuw actief was. Hij kreeg zijn naam naar het Maria-retabel uit de Marienkirche in Lübeck waarvan het gebeeldhouwd gedeelte naast het Antwerpse handje als merkteken van afkomst ook de datum 1518 droeg.

## Naamgeving
De Meester behoorde tot de groep van Antwerpse maniëristen die hun naam kregen van Max Jakob Friedländer toen die in 1915 de schilderijen die ten onrechte waren toegeschreven aan Herri met de Bles naar meester of atelier trachtte te rangschikken. De meester van 1518 was de anonieme kunstenaar die verbonden werd aan de E-groep, de groep van het Lübecker Altaar, waarin 40 werken werden ondergebracht.

## Toeschrijvingen
Friedländer was niet de eerste die deze Meester een noodnaam gaf. In 1906 noemde W.R. Valentiner deze meester de Meester van het triptiek van Dresden naar de Aanbidding der Wijzen uit het museum van Dresden, een werk waar verschillende versies van in omloop zijn. Die worden nu toegeschreven hetzij aan Pieter Coecke van Aelst, hetzij aan de Meester van 1518.
In 1909 werd een andere noodnaam gecreëerd door A.J. Wauters namelijk de Meester van de abdij van Dielegem voor de auteur van de Magdalena triptiek in de Musea voor Schone Kunsten te Brussel. Ook dit werk werd toegevoegd aan het oeuvre van de Meester van 1518.
In 1966 werd de Meester door Marlier vereenzelvigd met Jan van Dornicke, voornamelijk op basis van iconografische kenmerken die terugkeren in het vroege werk van Pieter Coecke van Aelst, die getrouwd was met de dochter van Jan van Dornicke en vanaf 1527 diens atelier overnam. Maar niet iedereen is het eens met deze toewijzing, Lorne Campbell schrijft in 1985 De roeping van de Heilige Mattheus uit de Royal Collection nog altijd toe aan de Meester van 1518, alias de Meester van de Abdij van Dileghem J. Bruyn volgt hem daarin alleszins wat de figuren betreft. In zijn bespreking stelt Bruyn dat het zelfs niet met zekerheid is vast te stellen of de meester moet ondergebracht worden in Brussel, Mechelen of Antwerpen. Ook Annick Born wijdt in 2005 nog een studie aan de meester van 1518 ter gelegenheid van de tentoonstelling Extravagant! een vergeten hoofdstuk in de Antwerpse schilderkunst, 1500 -1530. Er zijn in de literatuur trouwens nog tientallen andere auteurs te citeren die deze identificatie van de Meester van 1518 met de schoonvader van Pieter Coecke, op basis van overgenomen stijlkenmerken in het werk van deze laatste, niet meer dan een suggestie vinden.

## Werken
De grote verzameling van werken die aan de Meester van 1518 werden toegeschreven, is vrijwel zonder wijziging door Marlier toegewezen aan Jan van Dornicke en zijn atelier.
Een aantal van de kernwerken vindt men hierbij. Voor de andere werken kan men zoeken op de websites van het KIK-IRPA en het RKD-Nederlands Instituut voor Kunstgeschiedenis (zie 'Weblinks').
- Maria retabel van Lübeck, Marienkirche, Lübeck
- Triptiek van Maria Magdalena, Koninklijke Musea voor Schone Kunsten van België, Brussel
- Retabel van de Passie van Christus, ca. 1516, Västeras, kathedraal
- Visitatie, ca. 1515, National Gallery, Londen[10]
- Vlucht naar Egypte, ca. 1515, National Gallery, Londen[11]
- Jezus onderwijst in de tempel, Museum Mayer van den Bergh, Antwerpen
- Christus neemt afscheid van zijn moeder, Staatliche Museen, Berlijn
- Heilige Maagschap, Alte Pinakothek der Bayerischen Staatsgemäldesammlungen, München

## Weblinks
- (nl)  afbeeldingen van toegeschreven werken KIK-IRPA
- (nl)  Biografische gegevens op RKD-Nederlands Instituut voor Kunstgeschiedenis.[12]

- Gemeinsame Normdatei: 188442057
- International Standard Name Identifier: 0000 0004 4183 030X
- KulturNav: d24765cc-bbb5-4e0c-9ff1-497eeb9f0161
- RKD-Nederlands Instituut voor Kunstgeschiedenis: 53200
- Union List of Artist Names: 500015728
- Virtual International Authority File: 241162585
- WorldCat: E39PBJqBkXKFyRpKvh3PwY9qwC